# Тунгнатх
Храм Тунгнатх  (хинди चोपता तुंगनाथ, англ. Tungnath Temple) — один из пяти посвящённых Шиве храмов Панч-Кедар, расположенных на горном хребте Тунганатх в индийском штате Уттаракханд. Храм расположен на высоте 3680 м над уровнем моря, что делает его самым высоким из всех шиваистских храмов. Считается, что храму 1000 лет, второй среди Панч-Кедар. По легенде, его строительство связано с Пандавами, героями эпоса Махабхарата.

## Легенда
Согласно индуистской мифологии, Господь Шива и его супруга Парвати жили в Гималаях.
Согласно легенде, описанной в Махабхарате, после братоубийственной битвы на Курукшетре, мудрец Вьясадева посоветовал братьям Пандавам направиться в Варанаси, с целью получить прощение от Шивы и искупить свои грехи. Шива, не желая идти навстречу Пандавам, потому что был убеждён в их вине, покинул Варанаси и спрятался в Уттаракханде, а затем в соседнем Кедарнатхе. Однако Пандавы последовали за ним в Кедар. Чтобы не дать обнаружить себя, Шива принял облик быка, пасущегося в стаде с другими быками. Вечером, когда стаду пора было возвращаться домой, Бхима, один из Пандавов, огромного роста и силы, встал своими ногами на вершины гор, стоящих по краям долины и стал поочерёдно пропускать под собой всех быков. Всё стадо благополучно прошли через него, за исключением одного могучего Быка-Шивы. Бхим наклонился, пытаясь схватить его руками, но тело Шивы ушло из его рук в землю и перенеслось в пять мест Панч-Кедар, где впоследствии, Пандавы построили пять храмов в честь Шивы, чтобы молиться ему и просить прощения. Каждый храм идентифицирован с определённой частью тела Шивы:
Спина оказалась в Кедарнатх, Тунгнатх считается местом, где оказались руки, голова в Рудранатх, туловище в районе Мадхьямахешвара, а волосы у Калпешвари.
Легенда также гласит, что Рама, главный герой эпоса Рамаяна, медитировал на вершине Чандрашилы, неподалёку от Тунгнатху. Равана, другой персонаж Рамаяны, провёл здесь время в покаянии Шиве.

## Здание

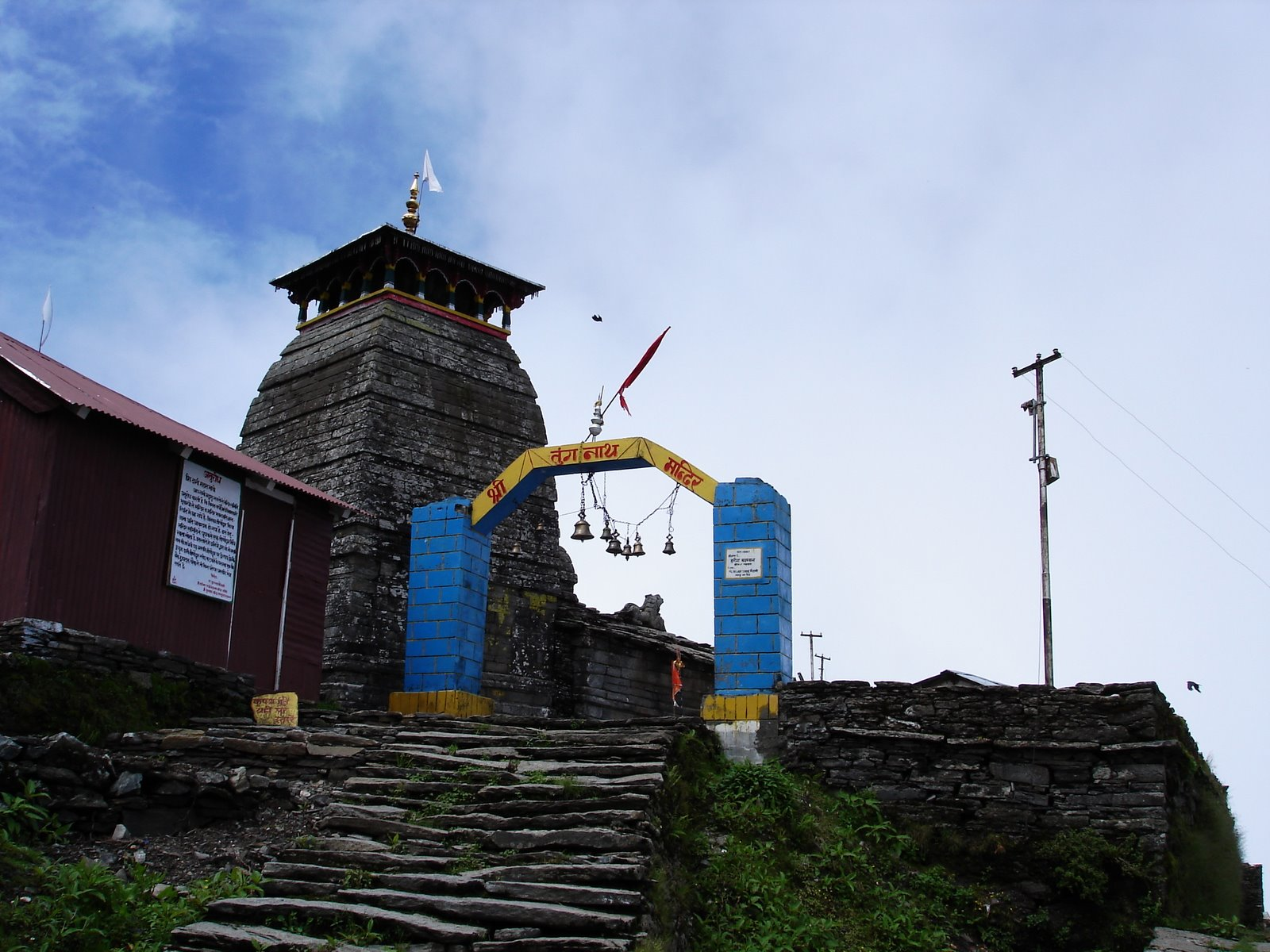
Ворота над тропой в храм

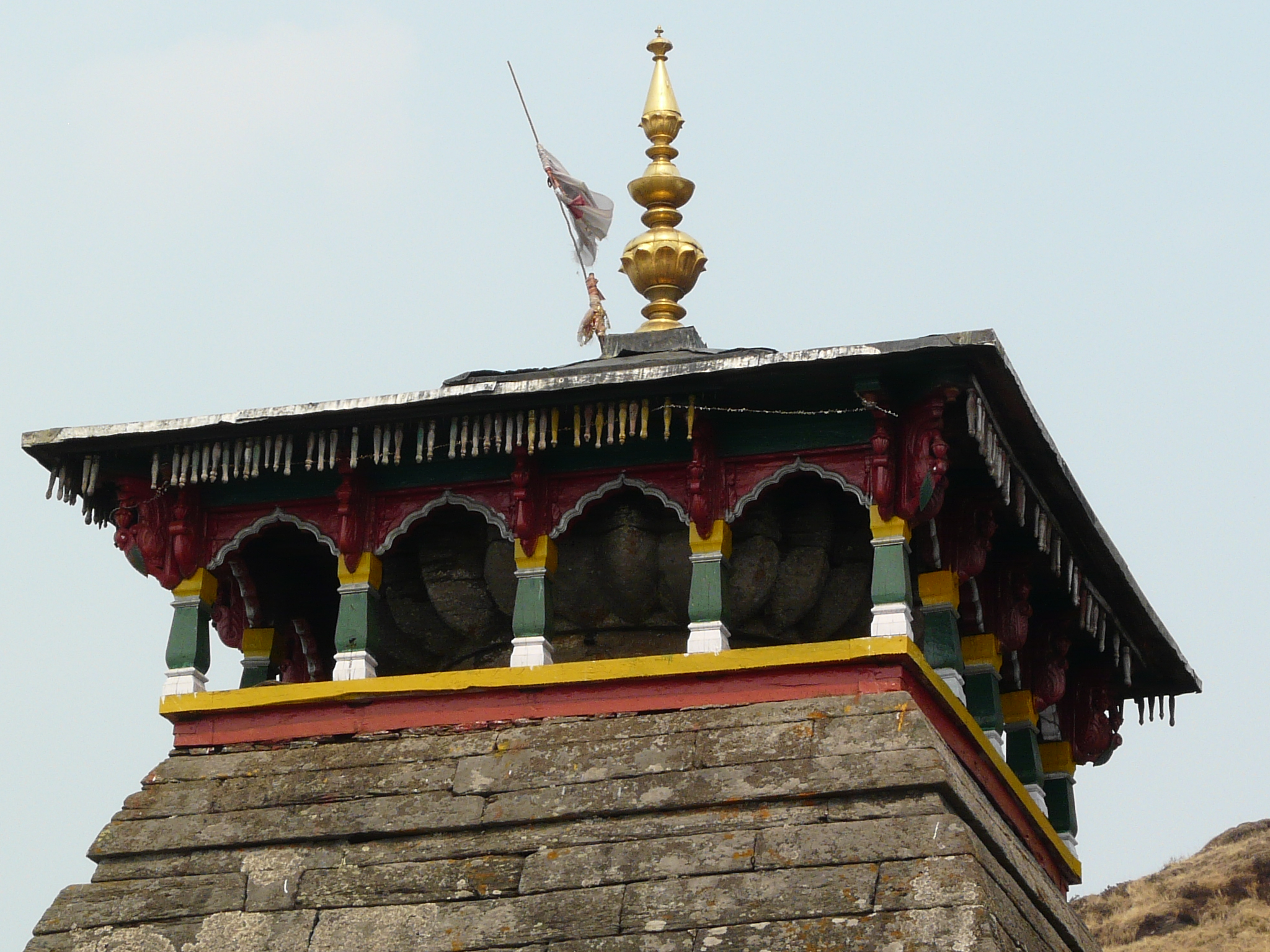
Деталь купола с 16 окнами

Тунгнатх построен в типично-индийском стиле храмовой архитектуры. Небольшой по размеру, в его святилище может разместится десять человек. Храм окружают несколько меньших сооружений (около десяти), посвящённых различным богам. Святилище храма граничит с холмом, где находится священный чёрный камень (Сваямбху) размером около 30 см, наклонённый влево, символизирующий руки Шивы. Строительство храма приписывают Арджуне, третьему из — братьев Пандавы.
Внизу холма, где начинается тропа к храму, находятся относительно недавно построенные ворота с написанным сверху названием Тунгнатх. Надпись на воротах указывает расстояние в храм (4 км) и указывает, что паломники, неспособные преодолеть такое расстояние, могут оставить пожертвования в коробке, стоящей у ворот.
Архитектурный дизайн храма схож с храмами Гуптакаши, Мадьямахашвар и Кедарнатхе. Все постройки внутри ограды построены из камней, украшенных нарисованными на них декорациями. Самый высокий купол имеет на вершине деревянную платформу. Под куполом расположено 16 окон. Крыша храма покрыта каменными пластинами. На входе в храм находится изображение быка Нанди, обёрнутый внутрь храма, где находится идол самого Шими. Изображение Нанди обычно украшено для поклонения цветами и тремя линиями жёлтой глины (tripundra), с обозначением третьего глаза Шивы, его традиционного символа. Справа от входа находится изображение Ганеша, сына Шивы. В главном святилище храма, ashtadhatu, находятся идолы мудрецов Вьяса и Кала Бхайрава, последователей Шивы. Кроме того, в храме находятся изображения Пандавыи изображения остальных храмов Панч-Кедар.
Среди маленьких храмов вокруг, центральный принадлежит богине Парвати, жене Шивы. Справа находится группа из пяти маленьких храмов, посвящённых храмам Панч-Кедар, включая и Тунгнатх.
У расположенного неподалёку водопада Акаш-Ганга находится небольшой храм, посвящённый священной горе Нанда-Деви, отмечающий её происхождение. У главного идола Шивы расположена небольшая статуя Ади Шанкары.

## Поклонение
Священником этого храма является местный брахман из посёлка Мак, в отличие от остальных храмов Панч-Кедар, где священники происходят из Южной Индии, по традиции, установленной индусским гуру VIII века Ади Шанкары. В течение сезона дождей, храм закрывается, а символический идол Шивы и служащие храма перемещаются к Макунатха, поселение в 19 км от храма. Это поселение расположено у города Дуггилбитха, в 10 км от города Чопта.

## География

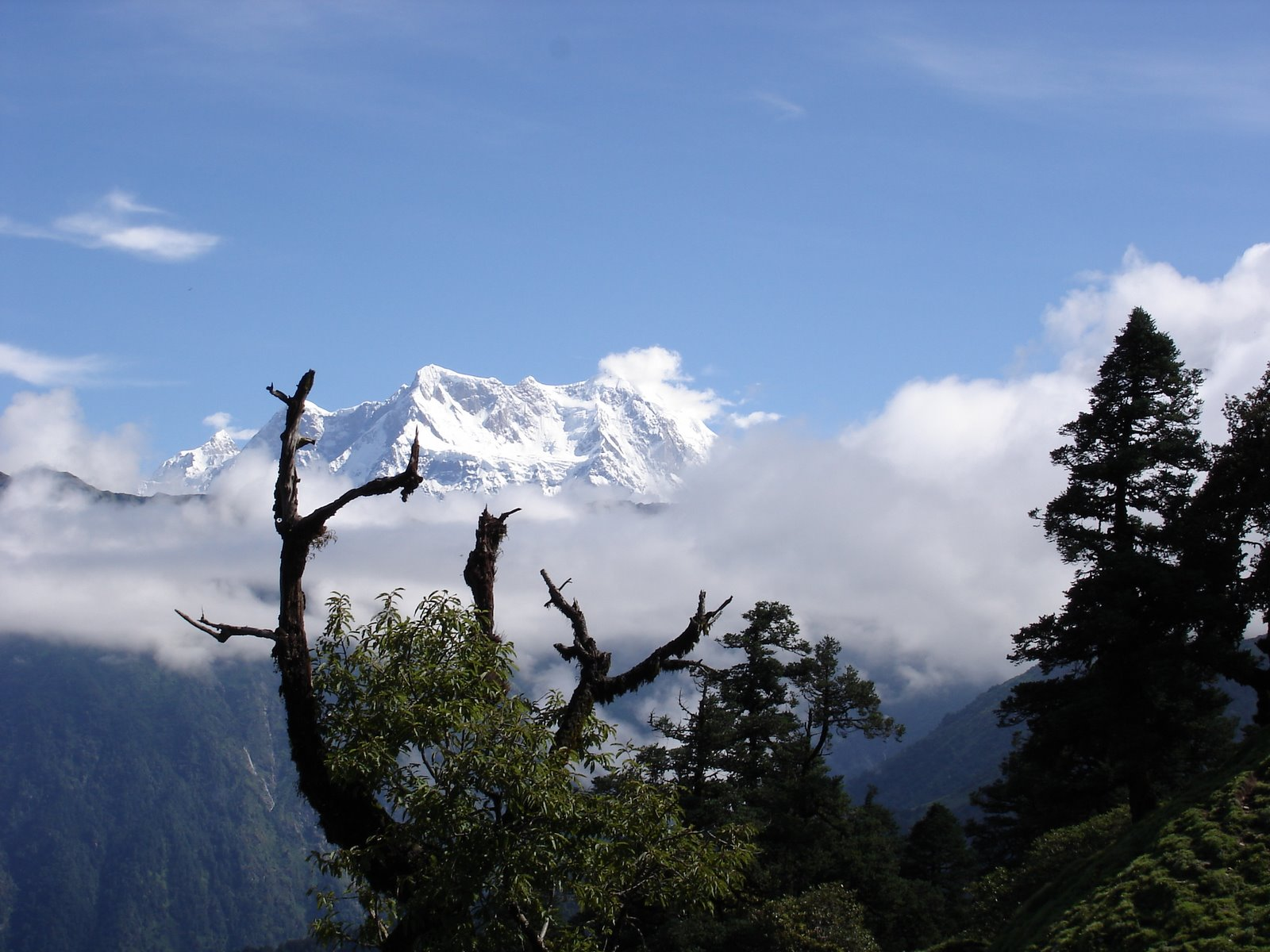
Вид на Гималаи с Тунгнатху

Тунгнатх находится на вершине хребта, по которому проходит водораздел рек Мандакини (текущей из Кедаранатха) и Алакнанда (текущей из Бадринатхе). У Тунгнатху в позвоночнике находятся три источника, от которых начинается река Акашкамини. Храм находится примерно в 2 км от вершины Чандрашила (4000 м). Дорога в город Чопта проходит непосредственно у подножья хребта и обеспечивает наиболее лёгкий путь к храму от Чопты, всего 4 км длиной. Лучший вид на Гималаи открывается с вершины Чандрашила, оттуда можно увидеть заснеженные вершины Нанда-Деви, Панч-Чули, Бандерпоонч, Кедарнатхе, Чаукхамба и Неелкантх с одной стороны и долину Гархвал с другой. Долина между Чоптою и храмом Тунгнатх пересекает поросшие лесом холмы с богатыми альпийскими лугами, рододендроновое рощами и сельскохозяйственными полями. Рододендроны во время цветения в марте покрываются яркими цветками, от малинового до розового цвета. Неподалёку расположена высокогорная ботаническая станция Гархвалского университета. Возле храма есть также лесной домик для гостей, напротив холмов Кенданатх. На этих холмах находится заповедник (заказник) дикой природы, заповедник мускусного оленя Кендарнатх, основанный в 1972 году для сохранения исчезающего мускусного оленя, обитающего в регионе. Другой центр разведения мускусных оленей действует в Кхарчула-Кхарак у Чопты.

## Доступ
Кроме места паломничества, храм также является популярным местом любителей горных походов. Тропинка к храму начинается от города Чопта на высоте 1926 м над уровнем моря, куда можно добраться от Национального шоссе 58 (Рудрапраяг — Шиврупи — Девраянг — Шринагар). Из всех тропинок, ведущих к храмам Панч-Кедар, тропа к Тунгнатха самая короткая — всего 4 км от Чопты, это расстояние можно преодолеть примерно за 4 часа. Тропа средней крутизны, поднимаясь на 730 м, она вымощена камнями, а у дороги на примерно равных интервалах поставлены скамейки для отдыха и наслаждения видами на Гималаи. Обычно паломники, направляющиеся к Тунгнатху, делают это в рамках тура до всех пяти храмов, проходя путь 170 км начиная с Ришикеше. Храмы посещают в порядке Кедарнатх, Тунгнатх, Рудранатх, Мадхьямахешвари, Калпешвар. Это паломничество совершается летом, с апреля по октябрь, поскольку зимой дороги занесены снегом. Даже город Чопта зимой пустеет. Однако ходит слух, что некоторые адепты Шивы наоборот приходят сюда зимой, чтобы предотвратить встречи с другими посетителями. От храма можно добраться до вершины Чандрашила, если пройти ещё 2 км.
Ближайший аэропорт — «Джолли Грант», в городе Дехрадун, на расстоянии 258 км. Ближайшая железнодорожная станция — Ришикеш, за 241 км.